# Ільдіко Мадл
Ільдіко Мадл (угор. Mádl Ildikó, 5 листопада 1969, Тапольця) — угорська шахістка, якій належать титули міжнародного майстра від 1992 року і гросмейстера серед жінок від 1986 року.
Навчилася грати в шахи від свого батька. 1978 року вступила до шахової школи Mereszjev, яка допомагала розкриватись талановитим угорським дітям і юнакам.

## Особисті змагання
У 1982 і 1983 роках перемагала на так званих Олімпіадах піонерів, а також на чемпіонатах Угорщини у вікових групах до 13-ти і 15-ти років. Крім того, 1982 року виграла чемпіонат Угорщини серед дівчат до 20-ти років, хоча їй було тоді лише 13. Посіла 3-тє місце на чемпіонаті Угорщини серед жінок 1982 року. У 1983 і 1984 досягла своїх перших міжнародних успіхів. Взимку 1983/84 перемогла на міжнародному турнірі серед дівчат у Штраубінгу, а 1984 року виграла чемпіонат світу серед дівчат до 16 років у Шампіньї-сюр-Марн і чемпіонат Європи серед дівчат до 20 років у Катовиці. Само собою, що ці успіхи забезпечили Мадл місце в національній збірній. На своїй першій шаховій олімпіаді Мадл набрала 8 очок у 11 партіях і отримала титул міжнародного майстра серед жінок. Гросмейстерські норми серед жінок виконала на чоловічому турнірі 1985 року в Сольноку і міжнародному жіночому турнірі в Яйце.
У 1986 році їй вдалося повторити успіх на чемпіонаті Європи серед дівчат, який відбувся в Беїле-Херкулане. Того самого року здобула перемогу на чемпіонат Європи серед дівчат до 20 років у Вільнюсі, на 2 очки випередивши Камілу Багінскайте і Світлану Пруднікову. В травні 1999 року була третьою на Elo-tournament у Бехгофені, в січні 1999 року посіля 3-тє місце на 9-му міжнародному опені в Аугсбурзі. У січні 2001 року виграла International Brauhaus-Riegele-Tournament в Аугсбурзі. У березні того самого року виграла на Шаховому фестивалі в Тель-Авіві, не програвши жодної партії. Це був найперший шаховий турнір серед жінок, що проходив у Ізраїлі. У січні 2002 року здобула перемогу на 13-му International Augsburg IM-Tournament. Вигравала чемпіонат Угорщини серед жінок у 1990, 1991, 1993 і 1999 роках.

## Національна збірна

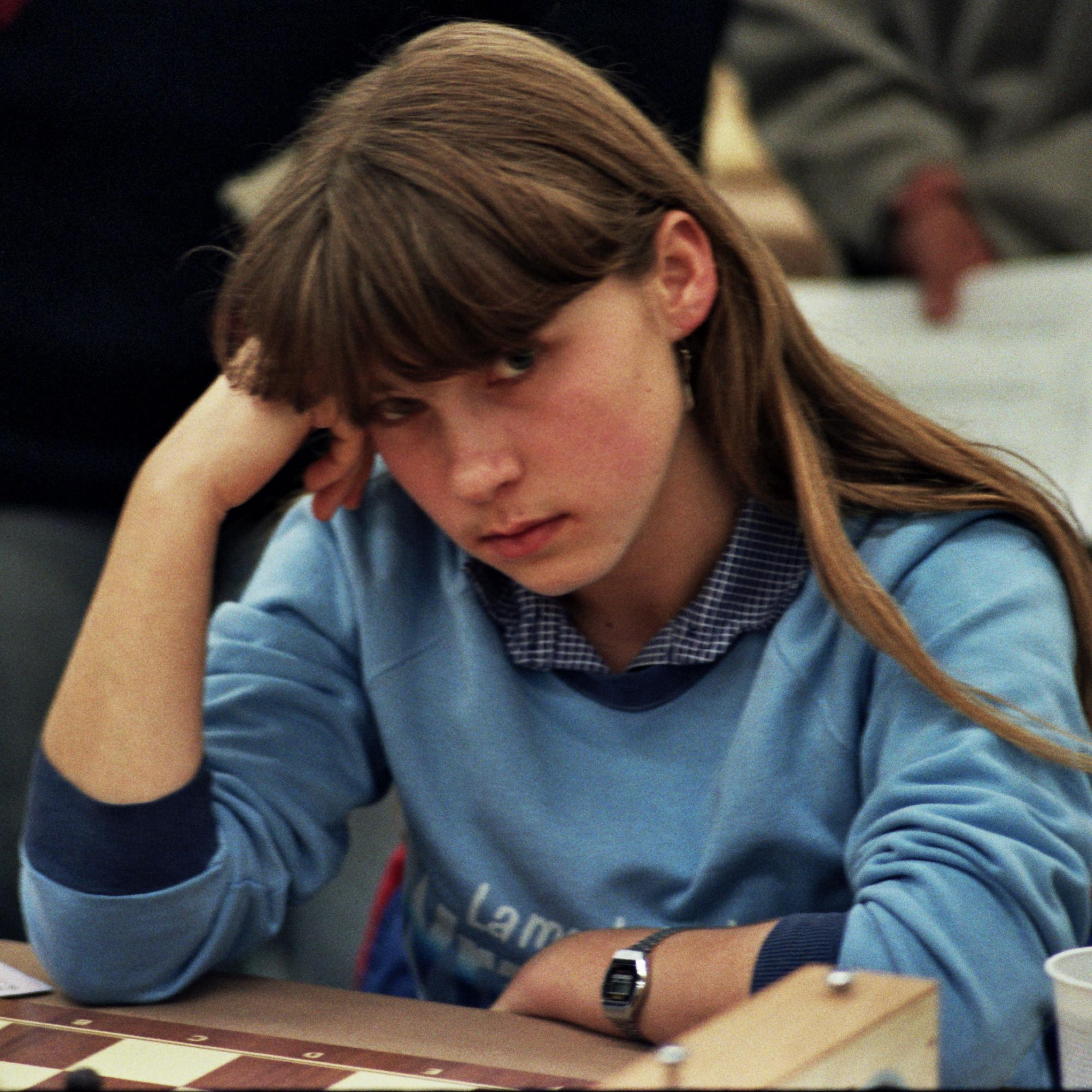
Мадл на 26-й шаховій олімпіаді

У складі національної збірної Угорщини взяла участь у 11-ти шахових олімпіадах від 1984 до 2006 року з результатом 49 перемог, 49 нічиїх і 19 поразок. На цьому проміжку вона пропустила лише олімпіаду 2002 року в Бледі. Двічі перемагала в командному заліку, в 1988 і 1990 роках. 
Олімпіада 1988 року була першою після 1976, на якій перемогу здобули не радянські шахістки. Крім Мадл за збірну грали троє сестер Полгар: (Юдіт, Жужа і Софія). Золоту медаль затьмарила трагічна подія в її житті. За кілька тижнів до олімпіади її бойфренд загинув у автомобільній аварії на шляху від Будапешта до місця проведення олімпіади. Впродовж олімпіади її тренером був майстер ФІДЕ Отто Мадьяр.
Шість разів брала участь у командному чемпіонаті Європи серед жінок від 1992 до 2007 року, в 1992, 1999, 2001 і 2005 роках — на 1-й шахівниці, у 2007-му — на 3-й. Найкращий результат показала 1999 року — 6½ з 9. Загалом набрала 22.5 очка в 38 партіях (13 перемог, 19 нічиїх, 6 поразок).